# Neolophonotus namaqua
Neolophonotus namaqua là một loài ruồi trong họ Asilidae. Neolophonotus namaqua được Londt miêu tả năm 1985. Loài này phân bố ở vùng nhiệt đới châu Phi.